# Canadian (fiume)
Il Canadian è un fiume degli Stati Uniti, principale affluente del fiume Arkansas.
Scorre da ovest verso est per una lunghezza totale di 1.216 km. Attraversa lo Stato del Colorado, il Nuovo Messico, il Texas e l'Oklahoma. Forma il lago Eufaula poco prima della sua confluenza nell'Arkansas.

## Percorso
Il fiume nasce sul lato est del Monti Sangre de Cristo, a circa 2.900 metri d'altitudine in Colorado, a circa 3 km a nord del confine con il New Mexico. Scorre in questo Stato verso sud. Qui forma un canyon profondo sud di Springer. A causa di una diga, il fiume devia verso est, formando l'Ute Lake. Da qui si attraversa il Texas Panhandle, dove forma Lago di Meredith. Dal Texas, il Canadian prosegue verso est in Oklahoma, passando a sud di Oklahoma City. Nei dintorni di Eufaula forma il Lago omonimo, il maggiore specchio d'acqua del fiume. Circa 32 km a valle si congiunge il fiume Arkansas, a ovest a circa 64 km dal confine con lo Stato dell'Arkansas.

## Portata
Per la maggior parte dell'anno il Canadian è solo un corso d'acqua in lento movimento, delimitato da sponde di fango rosso e sabbie mobili. Quando ci sono molte precipitazioni, il fiume può trasportare notevoli quantità di acqua.